# Jan Łaszcz (polityk)
Jan Łaszcz (ur. 11 stycznia 1941 w Baranowie) – polski polityk, urzędnik państwowy, wojewoda chełmski od 1984 do 1990 roku.

## Życiorys
W 1967 ukończył magisterskie studia inżynierskie na Wyższej Szkole Rolniczej w Szczecinie, skończył także Wieczorowy Uniwersytet Marksizmu-Leninizmu. W latach 1958–1967 był działaczem Związku Młodzieży Wiejskiej. W 1969 wstąpił w szeregi PZPR. Pracował następnie w administracji państwowej: od lutego 1969 do października 1972 jako zastępca kierownika wydziału w Prezydium Powiatowej Rady Narodowej (PPRN) w Puławach, następnie do końca 1972 jako kierownik wydziału. Z początkiem 1973 został naczelnikiem miasta i gminy Nałęczów, a dwa miesiące później powrócił do puławskiej PRRN jako kierownik wydziału. W maju 1974 został naczelnikiem powiatu Opole Lubelskie. Od 1975 do 1989 członek KW PZPR w Chełmie. 1 czerwca 1975 mianowany wicewojewodą chełmskim, 28 marca 1984 objął funkcję wojewody. Za jego kadencji województwo chełmskie mierzyło się m.in. ze skutkami wybuchu w Czarnobylu, pomimo którego zorganizował paradę pierwszomajową. Pełnienie urzędu zakończył wraz z transformacją ustrojową.
W latach 1987–1990 był przewodniczącym Zarządu Wojewódzkiego Towarzystwa Przyjaźni Polsko-Radzieckiej w Chełmie, a w latach 1984–1990 przewodniczącym Wojewódzkiej Rady Przyjaciół Harcerstwa.

## Odznaczenia
- Krzyż Kawalerski Orderu Odrodzenia Polski
- Złoty Krzyż Zasługi
- Srebrny Krzyż Zasługi
- Medal 40-lecia Polski Ludowej
- Odznaka „Zasłużony Pracownik Rolnictwa”
- Odznaka „Za zasługi dla województwa lubelskiego"
- Odznaka „Za zasługi dla województwa chełmskiego"
- Odznaka honorowa „Za Zasługi dla Ochrony Środowiska i Gospodarki Wodnej”